# Інтелект TV
Інтелект TV — інтернет-проєкт Малої академії наук України, надання інформації у якому здійснюється у формі телевізійного каналу.

## Про канал
Мовлення каналу засноване на науково-пізнавальних програмах. Стиль телевізійної продукції каналу є науково-популярним. Телеканал Інтелект TV створює та показує документальні програми, зосереджені, головним чином, на популяризації науки. Пізнавальне спрямування програм — на сімейну та молодіжну аудиторії, програми певним чином спрощені для сприйняття пересічними людьми. Крім того, мережевий телеканал надає доступ користувачам до освітніх програм, демонструючи лекції провідних науковців та уроки найкращих вчителів країни. Час трансляції — цілодобово (крім того окремі програми можна переглянути у відкритих архівах телеканалу).
Мова трансляції українська (програми «Nota bene», «Большая перемена», «О, суржик!» і «Парад роботов» транслюються російською мовою).

## Історія
- офіційна дата заснування 1 квітня 2011 року;
- дата початку телевізійного мовлення 1 жовтня 2011 року;
- початок практики прямих ефірів 5 квітня 2012 року (по буднях — 17:00-18:00, по суботах — 16:00-17:00, за київським часом)
- з 1 квітня 2013 року на каналі впроваджено тематичне мовлення (щодня нова тема подачі інформації) і розширено час прямих ефірів
- в період с 10 вересня по 6 жовтня 2013 року канал є медійним партнером виставки «Доторкнись до математики!», організованої у рамках ініціативи «Школи: партнери майбутнього» Goethe-Institut в Україні разом з музеєм Mathematikum, Гіссен (Німеччина)
- З 1 червня 2016 року канал бере активну участь в наповненні контенту Банку Лекцій

## Програми
На старті діяльності каналу практикувався випуск коротких програм (до 7 хвилин) в циклах «Експеримент онлайн», «Молодіжні Актуальні Новини», «Три цікавинки щодня», «Світ науки» тощо. В трансляціях каналу також брали участь матеріали юнацьких студій та гуртків України, роботи студентів-телевізійників та молодих режисерів.
З вересня 2012 року почався процес створення довших за часом програм. При цьому особисту увагу було присвячено розширенню інформаційного висвітлення питань науки і техніки. Так з'явилися програми: «МАНдрівник» (географія), «Большая перемена» (різні науки, російською мовою), «Футурологія» (техніка та винахідництво), «Невідома Україна» (історія, географія), «Техносвіт» (техніка та винахідництво), «Цікава фізика» (фізика), «КіноМАН» (мистецтво кіно).
Крім того, в рамках проєкту «Скарбничка знань» знімаються і презентуються в трансляціях каналу програми з історії, астрономії, математики, біології, психології, теорії реклами тощо.
З жовтня 2013 року до пакету програм було додано такі програми, як «Калейдоскоп професій», «Три цікавинки щодня» (нова редакція), «Шалені винахідники», «МАН-Парнас», «Українська мова: Без помилок», «Камертон» і російською мовою — «Nota bene», «Парад роботов» і «О'суржик!».

## МАН-Інформ
На початку 2012 р. як експерімент при проєкті було створено молодіжну інформаційну агенцію МАН-Інформ, метою якої є організація централізованого джерела позитивних новин про життя і творчість юнацтва і молоді України. До написання матеріалів для агенції було залучено понад 50 осіб з різних куточків країни. Було відкрито три кореспондентських пункти в двох областях.
Найактивнішім авторам агенції вручаються посвідчення журналіста.
На даний час існує експериментальна версія сайту МАН-Інформ (у тестовому режимі), організована на кшталт спеціалізованої соціальної мережі. Матеріали 2012-початку 2013 рр. можна знайти на офіційному сайті проєкту.

## Слоган
"Світ стане кращим"

## Співробітники
- Смірнов Олексій Михайлович — керівник проєкту;
- Черевко Євген — керівник департаменту зйомки та монтажу;
- Керницька Крістіна — керівник департаменту програм;